# Pratt & Whitney Rocketdyne

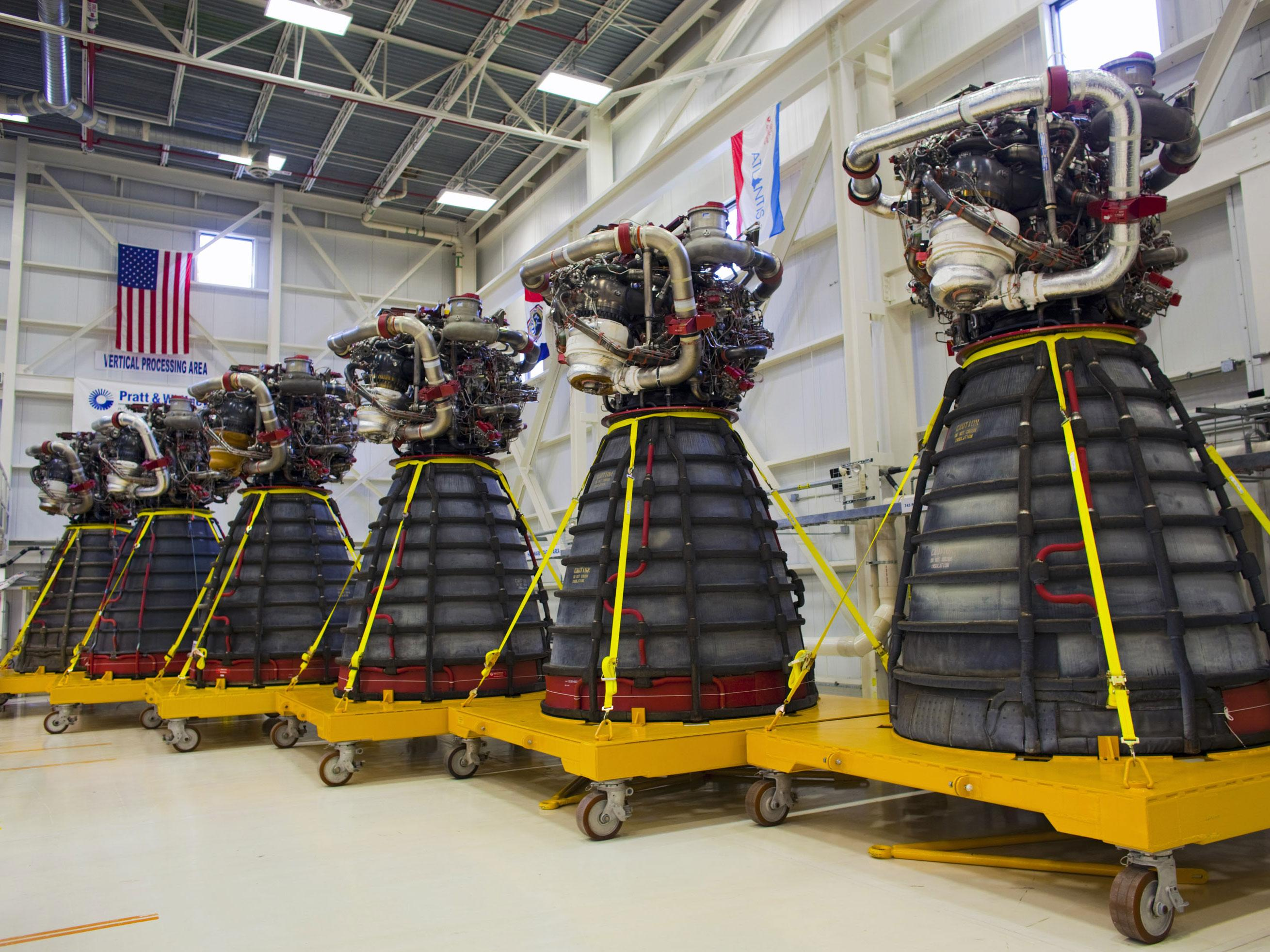
Sechs Space-Shuttle-Hauptantriebe der Missionen STS-134 und STS-135

Pratt & Whitney Rocketdyne (PWR) war ein US-amerikanisches Unternehmen im Bereich der Entwicklung und der Produktion von Raketentriebwerken. Der Hauptsitz war in Canoga Park in Los Angeles, Kalifornien. Das Unternehmen Rocketdyne gehörte lange zu North American Aviation (NAA). Die NAA fusionierte im September 1967 mit Rockwell International und wurde im Dezember 1996 an Boeing verkauft. Im Februar 2005 erreichte Boeing eine Vereinbarung, um Rocketdyne an Pratt & Whitney zu verkaufen. Diese Transaktion wurde am 2. August 2005 abgeschlossen.

## Geschichte

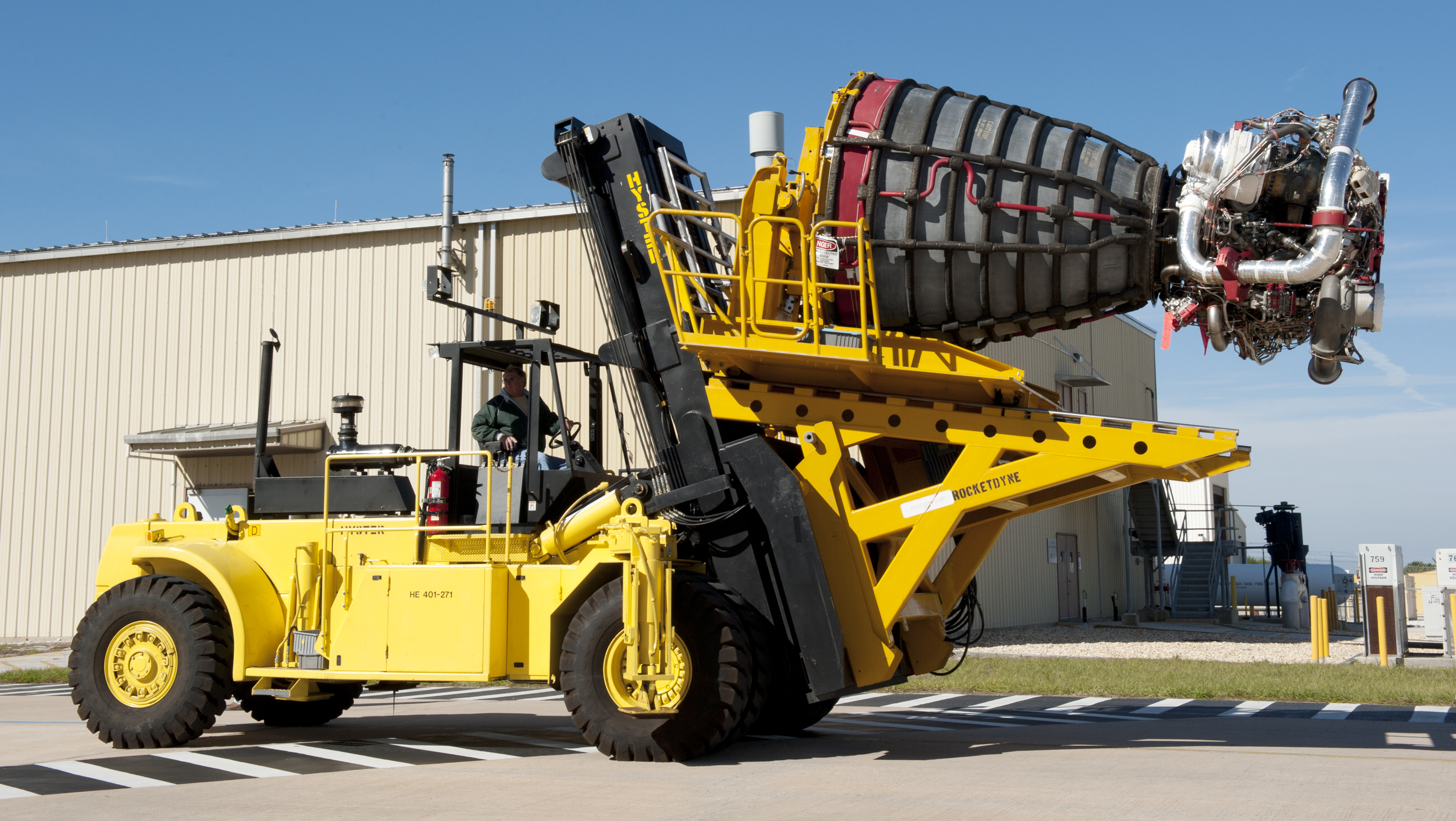
Ein Hauptantrieb auf einem modifizierten Gabelstapler zum Einbau in ein Space Shuttle

Rocketdyne wurde von NAA in der unmittelbaren Nachkriegszeit gegründet, um die deutsche V2-Rakete zu untersuchen und ihren Antrieb an die Standards der Society of Automotive Engineers (SAE) und die amerikanischen Konstruktionsbedingungen anzupassen. Sie verwendeten das gleiche Prinzip der getrennten Brennkammern/Einspritzer des V2-Triebwerks, um ein sehr viel größeres Raketentriebwerk für das Navaho-Raketen-Projekt zu bauen. Diese Arbeit war in den Vierzigern als unwichtig betrachtet worden und auch sehr schlecht finanziert, aber der Beginn des Koreakrieges änderte die Prioritäten. Navaho geriet jedoch in immer neue Schwierigkeiten und wurde schließlich in den späten Fünfzigern eingestellt, als die Entwicklung des Redstone-Raketenprogramms (im Wesentlichen eine viel größere V-2) begann. Allerdings war das Raketentriebwerk von Rocketdyne, bekannt als A-5 oder NAA75-110, nachweisbar wesentlich zuverlässiger als das bis dahin entwickelte Redstone-Raketentriebwerk. Daraufhin wurde die Rakete mit dem A-5 umgerüstet, obwohl die daraus entstandene Rakete eine wesentlich kürzere Reichweite hatte. Als die Raketenproduktion aufgenommen wurde, gliederte die NAA Rocketdyne 1955 als eine eigene Tochtergesellschaft aus.
Rocketdynes nächste große Entwicklung war ihre erste komplette Neukonstruktion, das S-3D, welche parallel zu der V-2 Typ-A-Serie entwickelt wurde. Das S-3 wurde bei den Jupiter-Raketen eingesetzt, im Wesentlichen eine Weiterentwicklung der Redstone und später ausgewählt für die wesentlich stärkere Thor-Rakete. Eine noch größere Konstruktion, das LR89/LR105 wurde bei der Atlas-Rakete eingesetzt. Beide, Thor und Atlas, hatten eine kurze Karriere beim Militär, wurden aber für den Satellitenstart während der Fünfziger und der Sechziger in verschiedenen Varianten eingesetzt. Eine Variante, die „Thor Delta“ wurde die Grundlage für die aktuelle Delta-Raketen-Serie, obwohl seit den späten Sechzigern die Delta mit der Thor fast nichts mehr gemein hatte. Obwohl das Original-S-3-Triebwerk in einigen Delta-Varianten eingesetzt wurde, benutzten doch die meisten das weiterentwickelte RS-27-Design, welches ursprünglich als Einzeltriebwerk entwickelt wurde, um das Dreifachtriebwerk der Atlas zu ersetzen.
Rocketdyne wurde der Hauptzulieferer für die Entwicklungsbemühungen der NASA, lieferte die großen Triebwerke für die Saturn-Rakete (und potenziell die Nova-Rakete). Rocketdynes H-1-Triebwerk wurde in der Hauptstufe der Saturn I eingesetzt, welche im Wesentlichen aus einem Verbund aus acht Jupiter besteht. Das F-1 war in der ersten Stufe der Saturn V, während das J-II in der zweiten und dritten Stufe eingesetzt wurde. Um 1965 baute Rocketdyne die allermeisten US-amerikanischen Raketentriebwerke und die Belegschaft wuchs auf 65.000. Dieses Wachstum schien voraussichtlich auch in den 1970er Jahren so weiterzugehen, als der Zuschlag für das Haupttriebwerk des Space Shuttle errungen wurde. Aber der rapide Rückgang sowohl der militärischen als auch der zivilen Aufträge führte zu einer dementsprechenden Verschlankung des Unternehmens. North American, jetzt größtenteils ein Raumfahrt-Zulieferer und fast ausschließlich an das Space Shuttle gebunden, fusionierte 1966 mit Rockwell zur früheren North American Rockwell, aus der später dann die Rockwell International wurde, mit Rocketdyne als einer Hauptsparte.
Als die Verschlankung in den 1980er und 1990er Jahren weiterging, verlor Rockwell einige Teile des früheren NAA-Imperiums. Als erstes ging 1980 die General Aviation-Sparte und 1983 folgte die Sabreliner-Businessjet-Sparte. Der Rest der NAA wurde 1996 zusammen mit Rocketdyne an Boeing verkauft. Rocketdyne war ein Teil der Boeing Integrated Defense Systems, bis es am 2. August 2005 an Pratt & Whitney veräußert wurde. Im Jahr 2013 wurde Rocketdyne von GenCorp übernommen und zu Aerojet Rocketdyne fusioniert.

## Entwicklungen

### Raketentriebwerke
Einige der von Rocketdyne entwickelten Raketentriebwerke:
- H-1 (Kerosin/flüssiger Sauerstoff (LOX)) verwendet von der Saturn I, IB, Jupiter und einigen Delta-Raketen
- F-1 (Kerosin/LOX) verwendet von der Saturn V.
- J-2 (flüssiger Wasserstoff (LH2)/LOX) verwendet von Saturn V und Saturn IB.
- SSME (LH2/LOX) verwendet als Haupttriebwerk des Space Shuttle
- RS-68 (LH2/LOX) verwendet in der ersten Stufe der Delta IV
- RS-27A (Kerosin/LOX) verwendet in der Delta Delta II/III und Atlas

Viele Rocketdyne-Triebwerke wurden im Santa Susana Field Laboratory (SSFL) von Boeing getestet. Dieses befindet sich in der Santa Susana Mountain Range und den Simi Hills (nordwestlich von Los Angeles in Kalifornien und Chatsworth). Rocketdyne, das jetzt als Pratt & Whitney Rocketdyne, Inc. als 100-prozentige Tochter der United Technologies Corporation firmiert, hat seinen Hauptsitz in Canoga Park in Kalifornien mit Niederlassungen in West Palm Beach in Florida, Huntsville (Alabama), Kennedy Space Center in Florida und Stennis Space Center in Mississippi.
Rocketdyne betrieb viele Projekte und Programme auf der Edwards Air Force Base im Antelope Valley in der kalifornischen Wüste bei Rosamond, zusammen mit dem Luftfahrt-Unternehmen Lockheed Martin.